# 里科 (上比利牛斯省)
里科（法語：Ricaud，法語發音：[ʁiko] ⓘ）是法国上比利牛斯省的一个市镇，属于塔布区。

## 地理
里科（43°8'52"N, 0°15'50"E）面积3.3 平方千米，位于法国奧克西塔尼大區上比利牛斯省，该省份为法国西南部内陆省份，北至热尔省，西接大西洋比利牛斯省，南与西班牙接壤，东临上加龙省。
与里科接壤的市镇（或旧市镇、城区）包括：奥宗、谢勒-斯普、古尔格、拉内斯佩德、莫沃赞、佩雷。

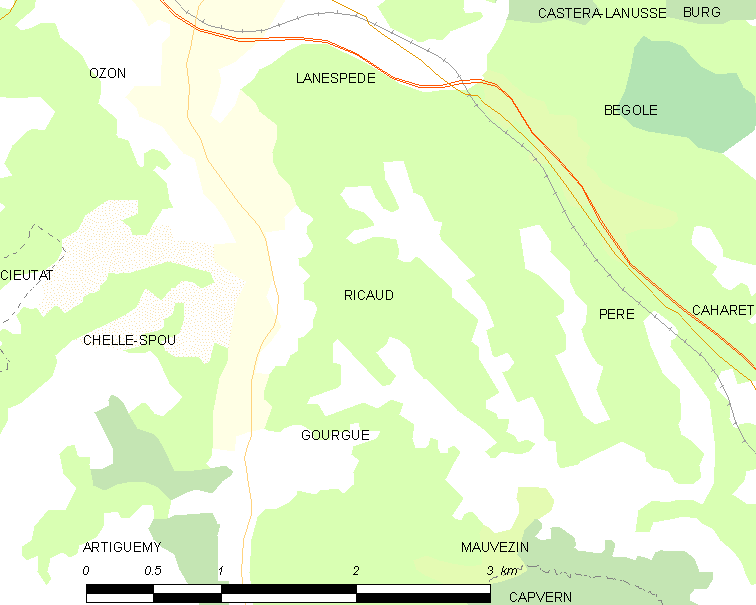
的OSM定位图

里科的时区为UTC+01:00、UTC+02:00（夏令时）。

## 行政
里科的邮政编码为65190，INSEE市镇编码为65378。

## 政治
里科所属的省级选区为阿罗斯河与巴伊斯河谷县。

## 人口

1962-2008年间人口变化图示

里科于2022年1月1日时的人口数量为65人。